# Célina Hangl
Célina Hangl (Samnaun, 26 settembre 1989) è un'ex sciatrice alpina svizzera.

## Biografia
Célina Hangl proviene da una famiglia di grandi tradizioni nello sci alpino: è figlia di Christian, nipote di Marco e Martin e sorella di Jacqueline, a loro volta membri della nazionale svizzera. Slalomista pura, la Hangl iniziò la sua carriera internazionale nella stagione 2004-2005: in dicembre disputò infatti la sua prima gara FIS, mentre l'8 gennaio successivo esordì in Coppa Europa, classificandosi 39ª a Leukerbad. Il 29 dicembre 2006 debuttò in Coppa del Mondo a Semmering, senza classificarsi, mentre il 5 gennaio 2007 colse a Melchsee-Frutt la sua prima vittoria, nonché primo podio, in Coppa Europa.
Nella stagione 2007-2008 ottenne il suo miglior piazzamento in Coppa del Mondo, classificandosi 13ª ad Aspen il 9 dicembre; ai successivi Mondiali juniores di Formigal vinse la medaglia d'argento, preceduta solo da Bernadette Schild. Pochi giorni dopo, il 14 marzo, conquistò a Claviere la sua ultima vittoria (e ultimo podio) in Coppa Europa. La sua ultima gara in carriera fu lo slalom speciale di Coppa del Mondo disputato a Åre il 20 dicembre 2012, che non terminò; nel luglio 2013 annunciò il ritiro dalle competizioni, a causa dei ripetuti infortuni. In carriera non prese parte né a rassegne olimpiche né iridate.

## Palmarès

### Mondiali juniores
- 1 medaglia:
  - 1 argento (slalom speciale a Formigal 2008)

### Coppa del Mondo
- Miglior piazzamento in classifica generale: 74ª nel 2008

### Coppa Europa
- Miglior piazzamento in classifica generale: 8ª nel 2007
- 5 podi:
  - 4 vittorie
  - 1 secondo posto

#### Coppa Europa - vittorie
| Data             | Località       | Paese    | Specialità |
| ---------------- | -------------- | -------- | ---------- |
| 5 gennaio 2007   | Melchsee-Frutt | Svizzera | SL         |
| 22 febbraio 2007 | Pal            | Andorra  | SL         |
| 19 febbraio 2008 | La Molina      | Spagna   | SL         |
| 14 marzo 2008    | Claviere       | Italia   | SL         |

Legenda:

SL = slalom speciale

### Australia New Zealand Cup
- Miglior piazzamento in classifica generale: 25ª nel 2012
- 1 podio:
  - 1 terzo posto

### Campionati svizzeri
- 1 medaglia[4]:
  - 1 bronzo (slalom speciale nel 2007)